# Usersatet (Virrey de Kush)

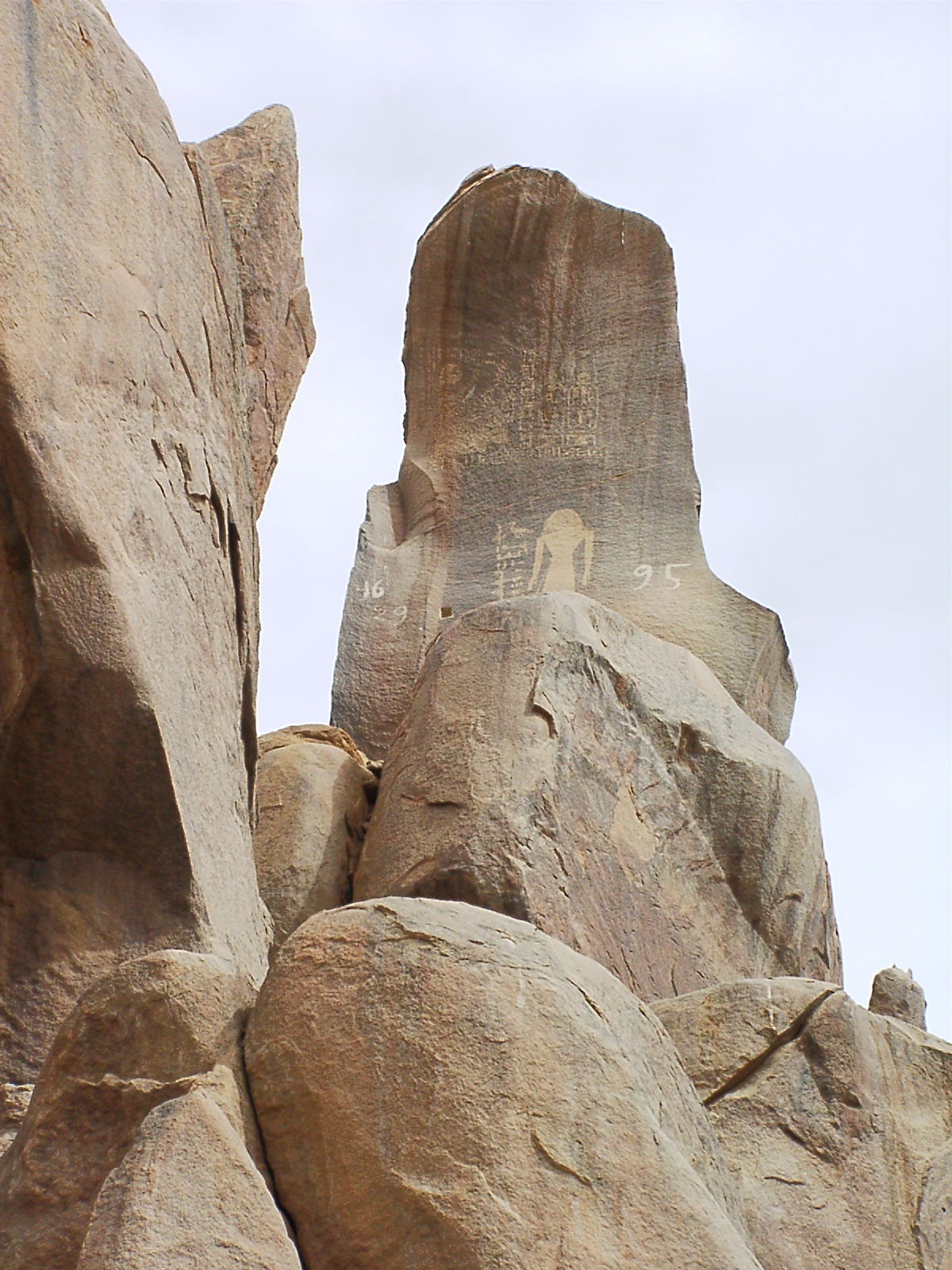
Imagen de Usersatet, esculpida en una roca en Sehel.

Usersatet fue un dignatario del Antiguo Egipto de la dinastía XVIII, que durante el reinado de Amenhotep II y probablemente en los primeros años del de Thutmose IV fue Virrey de Kush, con los títulos de "Hijo del Rey en Kush" y "Supervisor de los países del Sur". Como "Hijo del rey en Kush" ( Sa nesut en Kush ) era el gobernador de las provincias de Nubia.
Usersatet nació en Elefantina, o al menos en la región alrededor de la isla. La principal deidad de Elefantina era Satet,y Usersatet significa Satet es fuerte. Era hijo de Siamón y de su esposa Nenuenhermenetes que tenía el título de "Ornato del Rey", lo que la sitúa en el círculo de la familia real. No se sabe mucho más sobre sus padres.

## Trayectoria
Parece que Usersatet creció y se educó en el palacio real, y siguió al faraón en la campaña militar a Siria. Más tarde, limpió cinco canales de la región de Asuán. Los canales tenían más de 700 años de antigüedad, y estaban cegados en tiempos de la dinastía XVIII.

## Testimonios de su época
Usersatet es conocido por un gran número de monumentos, especialmente en la Baja Nubia: 
- Cerca de Qasr Ibrim erigió un templo en honor Amenhotep II, y en la entrada grabó su nombre.
- Una estela, fechada el año 23 del rey y encontrada en Semna, guarda una copia de una carta del faraón a Usersatet. En la estela se afirma que la misiva fue escrita personalmente por el faraón.[2]

Sin embargo, ninguna biografía de este funcionario sobrevivió. Por lo tanto, no se sabe mucho sobre su vida y su carrera. Su nombre fue eliminado en muchos de monumentos, lo que parece indicar una deshonra en algún momento de su carrera. Su tumba aún no está identificada.

### Citas
1. 1 2  W. K. Simpson (1986): Usersatet, en: Lexikon der Ägyptologie, vol VI pp. 901-902. ISBN 3-447-02663-4.
2. ↑  Ronald J. Leprohon (1991): Stelae II, The New Kingdom to the Coptic Period en: catálogo de antigüedades egipcias del Museo de Bellas Artes de Boston, pp.160-163. ISBN 3-8053-0996-1.
3. ↑  Labib Habachi (1980): Königssohn von Kusch, en: Lexikon der Ägyptologie, vol. III,pág. 628 ISBN 3-447-02100-4.

| Predecesor: Nehy | Sa-nesut-en-Kush Dinastía XVIII | Sucesor: Amenhotep |

- Datos: Q12221155